# Campeonato Mundial de Ciclismo em Pista de 1908
O Campeonato Mundial UCI de Ciclismo em Pista de 1908 foi realizado em Berlim para profissionais e em Leipzig para amadores, entre 26 de julho e 2 de agosto. Foram disputadas quatro provas, duas de profissionais e duas de amadores.

## Sumário de medalhas

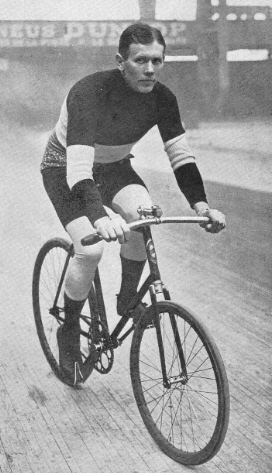
Fritz Ryser

| Eventos profissionais masculinos |                                |                              |                                     |
| Velocidade individual            | Thorvald Ellegaard · Dinamarca | Gabriel Poulain · França     | Charles-Louis Vanden Born · Bélgica |
| Motor-paced                      | Fritz Ryser · Suíça            | Eugenio Bruni · Itália       | Arthur Vanderstuyft · Bélgica       |
| Eventos amadores masculinos      |                                |                              |                                     |
| Velocidade individual            | Victor Johnson · Reino Unido   | Benjamin Jones · Reino Unido | Emile Demangel · França             |
| Motor-paced                      | Leon Meredith · Reino Unido    | Gustav Janke · Dinamarca     | Léon Vanderstuyft · Bélgica         |

## Quadro de medalhas
| Ordem | País        | Medalha de ouro | Medalha de prata | Medalha de bronze | Total |
| ----- | ----------- | --------------- | ---------------- | ----------------- | ----- |
| 1     | Reino Unido | 2               | 1                | 0                 | 3     |
| 2     | Dinamarca   | 1               | 1                | 0                 | 2     |
| 3     | Suíça       | 1               | 0                | 0                 | 1     |
| 4     | França      | 0               | 1                | 1                 | 2     |
| 5     | Itália      | 0               | 1                | 0                 | 1     |
| 6     | Bélgica     | 0               | 0                | 3                 | 3     |